# Bleeding Kansas
Bleeding Kansas (în traducere, Kansasul Însângerat) a fost o serie de confruntări politice violente în Statele Unite ale Americii care i-au implicat pe aboliționiștii⁠(d) denumiți „Free-Staters⁠(d)” și elementele denumite „huliganii de frontieră” (Border Ruffians), sau „yankei din Sud”. Conflictul a avut loc în Kansas între 1854 și 1861, și a cuprins și „Bleeding Congress” („Congresul Însângerat”). Legea Kansas–Nebraska din 1854 a cerut „suveranitate populară”—adică ca decizia cu privire la acceptarea sau nu a sclaviei să fie luată de către coloniști (și nu să fie stabilită din afară). Urma să se decidă prin vot—sau mai exact va câștiga partea căreia i se numără mai multe voturi de către funcționari. În centrul acestui conflict se afla întrebarea dacă Kansasul să permită sau să interzică sclavia, și, astfel, să intre în Uniune ca stat cu sclavi sau ca stat liber. Forțele pro-sclavie afirmau că fiecare colonist are dreptul să vină în teritoriu cu proprietatea lui, inclusiv cu sclavii. Forțele anti-sclavie spuneau că bogații stăpâni de sclavi vor cumpăra toate terenurile agricole bune și le vor lucra cu sclavi negri, nelăsându-le oportunități celor care nu au sclavi. Ca atare, Bleeding Kansas a fost un conflict între forțele anti-sclavie din Nord⁠(d) și forțele pro-sclavie din Sud pe tema problemei sclaviei în Statele Unite ale Americii. Termenul de „Bleeding Kansas” a fost inventat de către republicanul Horace Greeley, editor la New-York Tribune⁠(d); violența sa a indicat că este puțin probabil un compromis, și, astfel, a prefigurat Războiul Civil.

## Originile
Prin Compromisul Missouri din 1820, Congresul a păstrat un oarecare echilibru al puterii politice între Nord și Sud. În mai 1854, Legea Kansas–Nebraska a creat teritoriile Kansas și Nebraska din teritoriile indiene neorganizate. Acest lucru a permis popularea lor de către cetățeni ai SUA, care urma să determine situația sclaviei în statul lor și să obțină admiterea în Uniune ca stat. În Kansas au ajuns imigranți care sprijineau ambele părți în chestiune, să-și stabilească reședința și să dobândească dreptul de vot. Cu toate acestea, oficialii teritoriului Kansas au fost numiți în 1854 de administrația pro-sclavie a președintelui Franklin Pierce (în funcție 1853-1857), și mii de missourieni susținători ai sclaviei au pătruns în Kansas, cu scopul de a înclina balanța votului în favoarea lor. Ei au capturat alegerile teritoriale, uneori, prin fraudă și intimidări. Ca răspuns, elemente din Nordul aboliționist au inundat Kansasul cu „free-soilers”. Locuitorii anti-sclavie din Kansas au întocmit prima Constituție a Kansasului (1855) și au ales legislativul anti-sclavie de la Topeka; aceasta se opunea guvernului pro-sclavie de la Lecompton. Cele două instituții teritoriale au accentuat și au simbolizat conflictul Bleeding Kansas.

## Întâlnirea Nordului cu Sudul
Printre primii imigranți veniți în teritoriul Kansas s-au numărat cetățeni ai statelor sclavagiste, în special statul vecin Missouri, care au venit pentru a asigura expansiunea sclaviei. Forțele pro-sclavie au colonizat orașe, între care Leavenworth⁠(d) și Atchison. În același timp, cetățenii din Nord⁠(d), mulți ajutați de New England Emigrant Aid Company⁠(d), s-au mutat în Kansas pentru a-l face stat liber și au colonizat orașe ca Lawrence⁠(d), Topeka și Manhattan⁠(d).
Se zvonea în Sud că mii de Nordici au ajuns în Kansas. Crezând aceste zvonuri, în noiembrie 1854, mii de susținători înarmați ai sclaviei, cunoscuți sub numele de „huligani de frontieră” (Border Ruffians) sau „yankei din Sud” (southern yankee), cea mai mare parte din Missouri, au venit în masă în teritoriul Kansas și au influențat votul la alegerile delegatul fără drept de vot la Congres în favoarea candidatului pro-sclavie John Whitfield. În anul următor, un comitet de investigare a alegerilor al Congresului a raportat că au fost exprimate 1729 de voturi frauduloase față de 1114 voturi legale. Într-una din punctele de vot doar 20 din cei 604 alegători erau locuitori ai teritoriului Kansas. În alta, 35 erau localnici și 226 venetici.

### Primul legislativ teritorial
La 30 martie 1855, în teritoriul Kansas s-au ținut alegeri pentru primul Legislativ Teritorial. Această legislatură urma să aibă rolul crucial de a decide dacă teritoriul Kansas va permite sau nu sclavia. Așa cum se întâmplase la alegerile din noiembrie 1854, „huligani de frontieră” din Missouri au trecut din nou în teritoriu să voteze, și delegații pro-sclavie au câștigat 37 din cele 39 de locuri – Martin F. Conway⁠(d) și Samuel D. Houston din comitatul Riley au fost singurii aboliționiști aleși. Datorită suspiciunilor de fraudă electorală, guvernatorul Andrew Horatio Reeder⁠(d) a invalidat rezultatele în cinci circumscripții electorale, și un scrutin special a avut loc la 22 mai, în 1855, pentru a alege înlocuitori. Opt din cei unsprezece delegați aleși în alegerile au fost aboliționiști, dar acest lucru încă lăsa tabăra pro-sclavie cu un copleșitor avantaj 29-10.

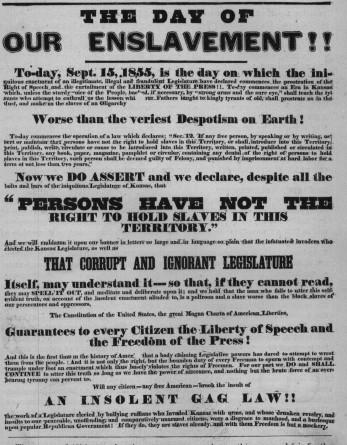
Afiși aboliționist din 1855

Pentru a ajuta la combaterea fraudei electorale, până în vara anului 1855 circa 1.200 de yankei⁠(d) din New England au emigrat în teritoriul Kansas. Aboliționistul Henry Ward Beecher⁠(d) i-a înarmat pe mulți dintre ei cu o carabine Sharps⁠(d), despre care se spune că au căpătat porecla de „Bibliile lui Beecher⁠(d)” pentru că erau transportate în lăzi de lemn etichetate astfel.
Ca răspuns la disputa electorală și la tensiunea în creștere, Congresul i-a trimis în 1856 în teritoriul Kansas o comisie specială. Raportul comisiei a concluzionat că, dacă alegerile de pe 30 martie 1855, s-ar fi limitat la „coloniști adevărați”, ar fi fost ales un legislativ care ar fi înclinat spre stat liber. Raportul menționează și că legislativul constituit este „un organism ilegal constituit, care nu are nicio putere de a adiota legi valabile.” 
Cu toate acestea, legislativul teritorial pro-sclavie s-a întrunit din nou în capitala teritorială Pawnee⁠(d) pe 2 iulie 1855. Legislativul a invalidat imediat rezultatele alegerilor din luna mai și i-a instituit în funcție pe delegații pro-sclavie aleși în luna martie. După numai o săptămână în Pawnee, legislativul a mutat capitala teritorială la misiunea Shawnee⁠(d) de pe frontiera cu Missouri, unde s-a reîntrunit și a adoptat legi favorabile sclaviei.
În august 1855, locuitorii antisclavie s-au întâlnit pentru a respinge în mod oficial aceste legi. Acest lucru a dus la alegerea de delegaților Free State, și la redactarea Constituției de la Topeka⁠(d). Cu toate acestea, într-un mesaj adresat Congresului la 24 ianuarie 1856, președintele Pierce a declarat guvernul Free State de la Topeka insurgent pentru atitudinea sa împotriva oficialilor teritoriali pro-sclavie.

## Violențele deschise
În octombrie 1855, John Brown a venit în teritoriul Kansas pentru a lupta împotriva sclaviei. Pe 21 noiembrie 1855, a izbucnit așa-numitul „Război Wakarusa⁠(d)” atunci când un free-stater pe nume Charles Dow a fost împușcat de un colonist pro-sclavie. Războiul s-a soldat cu un mort, atunci când free-staterul Thomas Barber a fost împușcat și ucis în apropiere de Lawrence⁠(d) pe 6 decembrie. Pe 21 mai 1856, missourienii au invadat Lawrence și au ars de Free Gratuit Hotel, au distrus două birouri de presă, și au jefuit case și magazine.

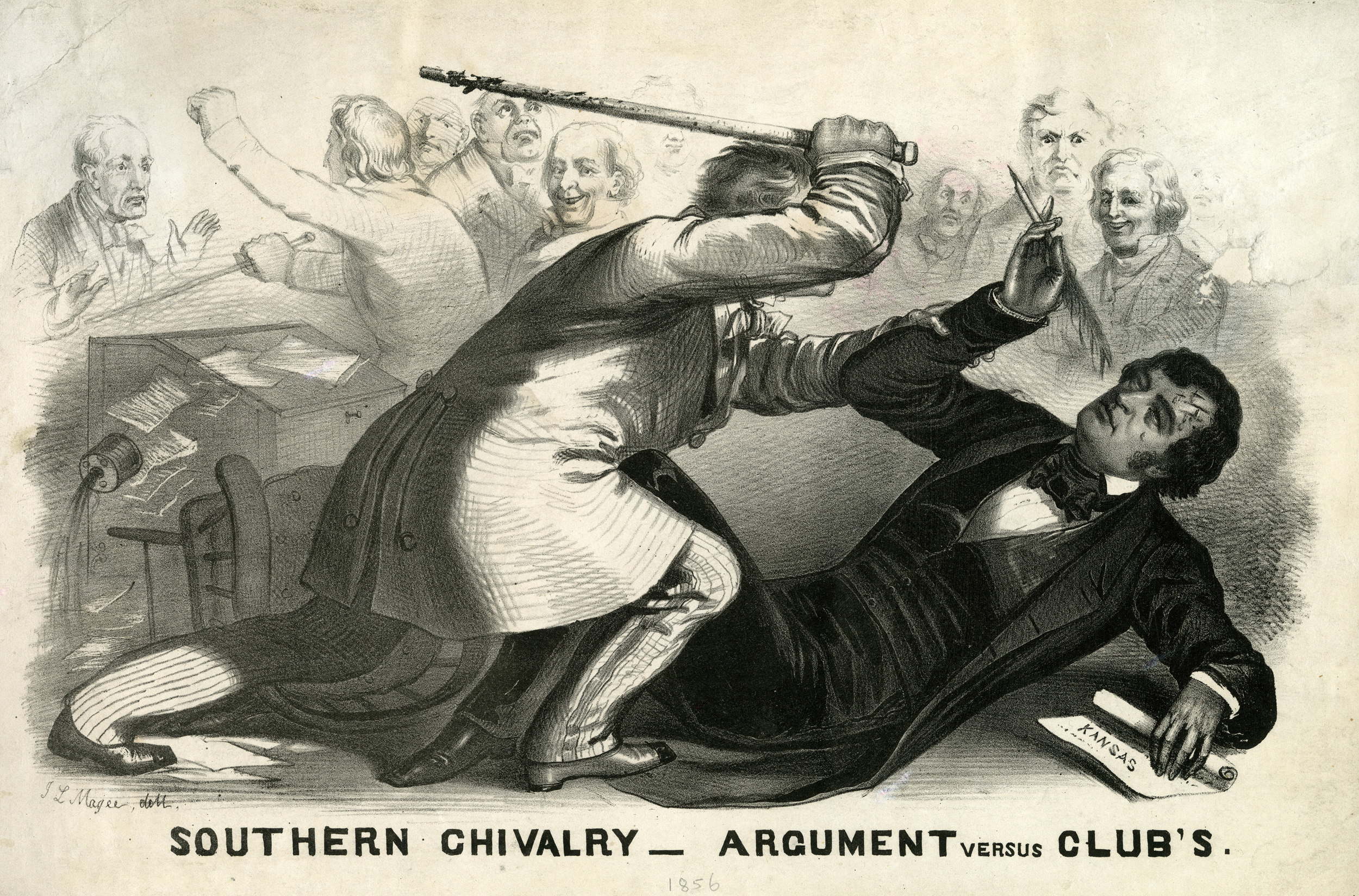
Preston Brooks îl atacă pe Charles Sumner în Senatul SUA în 1856.

În mai 1856, senatorul republican Charles Sumner a luat cuvântul pentru a denunța pericolul sclaviei în Kansas și a-i umili pe susținătorii ei. El își dedicase energia pentru distrugerea a ceea ce republicanii numeau Puterea Sclavagistă, adică eforturile depuse de proprietarii de sclavi pentru a prelua controlulul asupra guvernului și a asigura supraviețuirea și expansiunea sclaviei. În discursul (numit „Crimă împotriva Kansasului”) Sumner a ridiculizat onoarea vârstnicului senator de Carolina de Sud Andrew Butler, comparând agenda pro-sclavie a lui Butler în raport cu Kansasul cu violarea unei virgine și caracterizând afecțiunea lui pentru ea în termeni sexuali și revoltători. A doua zi, vărul lui Butler, congressmanul de Carolina de Sud Preston Brooks, aproape l-a ucis pe Sumner în Senat, cu un baston greu. Acțiunea a electrificat națiunea, a adus violența în cadrul lucrărilor Senatului, și a adâncit falia Nord-Sud.
Violențele au continuat să escaladeze. Aboliționistul Brown din Ohio, împreună cu fiii săi și cu alți adepți, a pus la cale uciderea coloniștilor care vorbeau în favoarea sclaviei. Într-o așezare sclavagistă de pe Pottawatomie Creek, în noaptea de 24 mai, grupul a luat cinci susținători ai sclaviei din casele lor și i-au hăcuit cu săbiile. Brown și oamenii lui au scăpat și au început să pună la cale o insurecție pe scară largă la Harpers Ferry, Virginia, cu sprijin financiar din partea aboliționiștilor din Boston.
Guvernul teritorial pro-sclavie, aflat sub conducerea președintelui Pierce, a fost mutat la Lecompton⁠(d). În aprilie 1856, o comisie a Congresului a sosit acolo pentru a investiga frauda electorală. Comisia a constatat că în urma alegerilor s-au ales reprezentanți necorespunzători de către non-rezidenți. Președintele Pierce a refuzat să recunoască constatările comisiei și a continuat să autorizeze legislativul pro-sclavie, pe care tabăra Free State îl numea „Falsul Legislativ” („Bogus Legislative”)
De 4 iulie 1856, președintele Pierce a dat o proclamație care a dus la sosirea la Topeka a 500 de soldați din Armata SUA de la Ft. Leavenworth și Ft. Riley. Cu tunurile îndreptate spre Casa Constituției și cu fitilurile aprinse, Colonelul E. V. Sumner, vărul senatorului cu același nume bătut în Senat, a ordonat dispersarea Legislativului Free State.
În august 1856, mii de susținători ai sclaviei au format armate și au pătruns în marș în Kansas. În aceeași lună, Brown și mai mulți alți adepți ai săi s-au ciocnit cu 400 de combatanți pro-sclavie în „bătălia de la Osawatomie⁠(d)”. Ostilitățile au durat încă două luni până când Brown a plecat din teritoriul Kansas, și un nou guvernator teritorial, John W. Geary⁠(d), a preluat funcția și a reușit să convingă ambele părți să înceteze luptele. Aceasta a fost urmată de o pace fragilă întreruptă de izbucniri violente intermitente timp de peste doi ani. Ultima mare izbucnire de violență a fost masacrul de la Marais des Cygnes⁠(d) din 1858, în care huliganii de frontieră au ucis cinci aboliționiști. În total, aproximativ 56 de oameni au murit în Bleeding Kansas până la încheierea violențelor în 1859. După începerea Războiului Civil American în 1861, au izbucnit noi lupte de gherilă la granița dintre Kansas și Missouri.

## Lupta constituțională
O confruntare majoră a epocii Bleeding Kansas a fost întocmirea constituțiilor, care să guverneze statul Kansas. Primul dintre aceste patru astfel de documente a fost Constituția de la Topeka⁠(d) din 1855, întocmită de forțele antisclavagiste unificate în Free State Party. Aceasta a fost baza guvernului teritorial Free State care a rezistat guvernului nelegitim, dar autorizat federal ales de non-rezidenți missourieni fără drept de vot.
În 1857, cea de-a doua convenție constituțională a elaborat "Constituția de la Lecompton⁠(d)", un document pro-sclavie. Constituția de la Lecompton a fost promovată de președintele James Buchanan. Congresul a ordonat în schimb noi alegeri din cauza neregulilor electorale descoperite. Pe 2 august 1858, alegătorii din Kansas au respins documentul cu 11.812 de voturi contra 1.926.
În timp ce Constituția de la Lecompton era supusă analizei Congresului, un al treilea document, Constituția de la Leavenworth, a fost scris și transmis de către delegații Free State. El era mai radicală decât alte propuneri ale grupării Free State, extinzând dreptul de vot la „toți cetățenii sex masculin”, indiferent de rasă. Participarea la acest scrutin pe 18 mai 1858 a fost însă mult mai mică decât cea de anul precedent și a existat o opoziție din partea democraților Free-Stateri. Proiectul de constituție a fost transmis la Senat pe 6 ianuarie 1859, unde a fost primit fără entuziasm și lăsat să moară în comisii.
Constituția de la Wyandotte, elaborată în 1859, a reprezentat viziunea Free State asupra viitorului Kansasului. Aceasta a fost aprobată în cadrul unui referendum, cu 10.421 de voturi pentru și 5.530 împotrivă la 4 octombrie 1859. Cum statele din Sud încă mai controlau Senatul, Kansasul a trebuit să aștepte admiterea în Uniune până la 29 ianuarie 1861.

## Zona de patrimoniu
În 2006, legislația federală a definit Zona de Patrimoniul Național Frontiera Libertății (FFNHA) și a fost aprobată de Congres. O sarcină a acestei organizații a fost aceea de a interpreta povești din Bleeding Kansas, denumite și „povești ale războiului de frontieră Missouri/Kansas”. O temă din domeniul patrimoniului este lupta pentru libertate. FFNHA include 41 de comitate, dintre care 29 sunt în estul Kansasului și 12 în vestul statului Missouri.

## În cultura populară
Chestiunea „Bleeding Kansas” este redată dramatic în Wildwood Boys (William Morrow, New York, 2000), un roman biografic al lui Bloody Bill Anderson de James Carlos Blake⁠(d).
Episodul din 8 noiembrie 2014, din Hell on Wheels, intitulat „Bleeding Kansas”, a descris uciderea unei familii de albi pentru că deținea sclavi, care au fost apoi eliberați, în numele religiei.
Alte mențiuni au apărut în:
- Sara Paretsky, Bleeding Kansas (2008) - roman reprezentând conflictele sociale și politice din Kansasul de astăzi, cu mai multe referințe la evenimentele din secolul al XIX-lea.
- McBride, James. The Good Lord Bird (2013)
- Sânge rău, războiul de frontieră care a declanșat Războiul Civil Arhivat în 26 mai 2009, la Wayback Machine., un documentar pe DVD (ISBN 0-9777261-4-2)
- The Outlaw Josey Wales, un wester revizionist american din 1976 cu acțiunea în timpul și după Războiul Civil American, cu Clint Eastwood regizor și actor în rol principal. Filmul spune povestea lui Josey Wales, fermier din Missouri a cărui familie a fost ucisă de către militanți unioniști în timpul Războiului Civil. Dornic de răzbunare, Wales s-a alăturat unei grupări confederate de gherilă să lupte în Războiul Civil. După război, toți luptătorii din grupul lui Wales, cu excepția lui Wales, s-au predat ofițerilor unioniști, dar au sfârșit prin a fi masacrați. Wales a devenit un proscris și era urmărit de vânătorii de recompense și de soldații Uniunii.

## Link-uri externe
- 1856 Raportul Congresului privind problemele din Kansas
- Documentar despre Bleeding Kansas
- Kansas State Historical Society: O privire înapoi la teritoriul Kansas, 1854-1861
- Acces la documente, fotografii, și alte surse primare pe Kansas Memory, portalul digital al Kansas State Historical Society
- NEEAC. Istoria New-England Emigrant Aid Company. Boston: John Wilson & Fiul, 1862.
- Articol PBS despre Bleeding Kansas.
- Kansasul teritorial Online: Un depozit virtual pentru istoria teritoriului Kansas.
- U-S-History.com.
- Expoziție Online – Dispuși să moară pentru libertate, Kansas Historical Society
- Harta Americii de Nord în timpul conflictului Bleeding Kansas la omniatlas.com